# 保罗·普雷斯顿
保罗·普雷斯顿（英語：Paul Preston，1946年7月21日—）是英国历史学家，教授，主要研究西班牙内战史。

## 生平
1946年出生。本科就读于牛津大学奥里尔学院，后进入雷丁大学攻读欧洲史硕士学位，曾担任讲师职务。后又在奥里尔学院攻读博士学位。20世纪60年代首次前往西班牙。他还编撰了佛朗哥、胡安·卡洛斯一世国王以及西班牙共产党领袖圣地亚哥·卡里略的传记。1991年成为伦敦政治经济学院国际历史教授。

## 荣誉
- 英國皇家歷史學會院士（1982年）[3]
- 西班牙民事功勋勋章骑士勋位（1986年6月）[2]
- 英國國家學術院院士（1994年7月）[4]
- 加泰罗尼亚拉蒙·柳利国际奖（2005年）[2]
- 西班牙天主教伊莎贝拉勋章大十字勋位（2006年12月1日）[5]
- 加泰罗尼亚研究院通讯院士（2008年）
- 塔拉戈纳罗维拉-威尔吉利大学荣誉博士（2015年5月15日）
- 利物浦大学荣誉博士（2015年7月21日）[6]
- 埃斯特雷马杜拉大学荣誉博士（2015年9月28日）
- 巴伦西亚大学荣誉博士（2015年10月26日）[7]
- 坎塔布里亚大学荣誉博士（2019年4月5日）[8]

## 出版书籍
- Paul Preston. . Debate. 2013. ISBN 978-8-49-032422-6.
- Paul Preston. . London, UK: HarperCollins. 2012. ISBN 978-0002556347.
- Paul Preston. . London, UK: Constable and Robinson. 2008. ISBN 978-1845299460.
- Paul Preston. . London, UK: Harper Perennial. 2006. ISBN 978-0-00-723207-9.
- Paul Preston. . London: HarperCollins. 2004. ISBN 978-0-00-255632-3.
- Paul Preston. . London, UK: Harper Collins. 2002. ISBN 978-0-00-255633-0.
- Paul Preston. . Routledge. 2001. ISBN 978-0-415-09894-6.
- Paul Preston. . London, UK: HarperCollins. 1999. ISBN 0-00-255635-9.
- Paul Preston. . London, UK: Fontana Press. 1995. ISBN 978-0-00-686210-9.
- Paul Preston. . London, UK: Macmillan. 1978.

## 中文译本
- 保罗·普雷斯顿. . 由李永学翻译. 上海社会科学院出版社. 2017年. ISBN 9787552015164.
- 保罗·普雷斯顿. . 由李永学翻译. 上海社会科学院出版社. 2017年. ISBN 9787552021080.